# Disenchantment
Disenchantment är en amerikansk animerad situationskomedi för vuxna som skapats av Matt Groening för Netflix. Serien är Groenings första produktion som enbart visas på en streamingtjänst; han har tidigare skapat The Simpsons och Futurama för Fox Broadcasting Company. Serien utspelar sig i det medeltida fantasyriket Dreamland och följer historien om Bean, en rebellisk och alkoholiserad prinsessa, hennes naiva alvkompis Elfo och hennes destruktiva "personliga demon" Luci. I Disenchantment medverkar Abbi Jacobson, Eric Andre, Nat Faxon, John DiMaggio, Tress MacNeille, Matt Berry, David Herman, Maurice LaMarche, Lucy Montgomery och Billy West.
Säsong 1 släpptes i två delar med del 1 den 17 augusti 2018 och del 2 den 20 september 2019. I oktober 2018 förnyade Netflix serien för ytterligare en säsong i 20 avsnitt. Del 1 av säsong 2 släpptes den 15 januari 2021 och del 2 släpptes den 9 februari 2022. Den tredje och sista säsongen släpptes med 10 avsnitt den 1 september 2023. 

## Röst och karaktärer
- Abbi Jacobson som Bean, en tonårig prinsessa från drömlandet.[1]
- Eric André som Luci, Beans personliga demon[1]
  - som Pendergast, chefen för kung Zøgs riddare[1]
- Nat Faxon som Elfo, en 18-årig alf från Elfwood. Han är optimistisk och gillar godis.
- John DiMaggio som kung Zøg, Beans far och härskare över drömlandet från kungahuset Grunkwitz.[1]
- Tress MacNeille som drottning Oona, kung Zøgs andra och tidigare fru och Beans styvmor.[1]
  - som Bonnie prins Derek, Zøgs och Oonas hybridson, och Beans halvbror[1]
- Matt Berry som prins Merkimer, från kungariket Bentwood[1]
- Maurice LaMarche som Odval, den treögde premiärministern i Drömlandet[1]
- Sharon Horgan som drottning Dagmar, Beans mor och kung Zøgs första hustru

## Avsnitt

### Säsong 1

#### Del 1
1. "En prinsessa, en älva och en demon går in på en bar"
2. "För vem grisen skrattar"
3. "Mörkrets prinsessa"
4. "Massakern på slottet"
5. "Snabbare, prinsessan! Döda! Döda!"
6. "Sump och omständigheter"
7. "Love's Tender Rampage"
8. "Odödlighetens gränser"
9. "Var sann mot din egen älva"
10. "Dreamland Faller"

#### Del 2
1. "Disenchantress"
2. "trappväg till helvetet"
3. "Mycket"
4. "The Lonely Heart is a Hunter"
5. "Våra organ, våra vänner"
6. "Dreamland-jobbet"
7. "kärlekens lilla omfamning"
8. "I sin egen skrift"
9. "Den elektriska prinsessan"
10. "Tiabeanie faller"

### Säsong 2

#### Del 1
1. "underjordisk hemlång blues"
2. "Du är Bean"
3. "Beanie, hämta din pistol"
4. "Steamland konfidentiellt"
5. "freak out!"
6. "sista stänk"
7. "Dålig måne stiger"
8. "Hej, gris spender"
9. "Kung Zøgs galenskap"
10. "Bean ramlar ner"